# Палео Скилици
Палео Скилици, още Палио Скилици (или Скилич; на гръцки: Παλαιό, Παλιό Σκυλίτσι), е село в Република Гърция, дем Александрия, област Централна Македония.

## География
Селото е разположено в областта Урумлък (Румлуки), на 14 m надморска височина, на 20 km югозападно от Александрия (Гида) и североизточно от Бер (Верия).

## История

### Античност и Средновековие
В селото са открити два древни надписа, които свидетелстват за човешкото присъствие поне от римско време. Един надпис е от римския период от II до III век, открит в 1919 година, вграден в гробищната църква „Свети Николай“. Вторият надпис е византийски.

### В Османската империя
В XIX век Скилици е село в Османската империя. Александър Синве („Les Grecs de l’Empire Ottoman. Etude Statistique et Ethnographique“) в 1878 година пише, че в Скилици (Skilitzi), Камбанийска епархия, живеят 96 гърци. Според Васил Кънчов („Македония. Етнография и статистика“) в 1900 година Скиличъ (Шкиличи) е село в Берска каза и в него живеят 80 гърци християни.
По данни на секретаря на Българската екзархия Димитър Мишев („La Macédoine et sa Population Chrétienne“) в 1905 година в Скиличъ Шкиличи (Skilitch Chkilitchi) живеят 75 гърци.

### В Гърция
През Балканската война в 1912 година в селото влизат гръцки части и след Междусъюзническата в 1913 година Скилици остава в Гърция. След Първата световна война в 1922 година в селото са заселени гърци бежанци. В 1928 година Скилици е смесено местно-бежанско селище с 25 бежански семейства и 95 жители бежанци. След пресушаването на Ениджевардарското езеро в 30-те години, в селото са заселени още гърци бежанци.
След основаването на село Нео Скилици (Ново Скилици), Скилици започва да се нарича Палео Скилици (Старо Скилици). В 1970 година Нео Скилици е прекръстено на Калохори.
В 1980 година е построена църквата „Св. св. Константин и Елена“.
Селото произвежда предимно памук и захарно цвекло.
| Име       | Име        | Ново име    | Ново име    | Описание                       |
| --------- | ---------- | ----------- | ----------- | ------------------------------ |
| Врезия    | Βρέζια     | Врия        | Βρία        | местност на С от Палео Скилици |
| Кара Чаир | Καρά Τσαΐρ | Мавроливадо | Μαυρολίβαδο | местност на С от Палео Скилици |

| Година    | 1913 | 1920 | 1928 | 1940 | 1951 | 1961 | 1971 | 1981 | 1991 | 2001 | 2011 | 2021 |
| --------- | ---- | ---- | ---- | ---- | ---- | ---- | ---- | ---- | ---- | ---- | ---- | ---- |
| Население | 73   | 107  | 126  | 632  | 574  | 652  | 669  | 696  | 647  | 649  | 526  | 468  |